# Neopets
Neopets är en familje-spelsajt på internet där man kan ta hand om ett eller flera virtuella djur. Spelsajten bildades 15 november 1999 och är idag värderad till USD 160 miljoner dollar och ägs av Viacom men även Walt Disney Company är inblandat. I olika länder är språket på sidan olika men det finns ett begränsat språkval som gör att sidan alltid visas på engelska i länder vars språk inte finns med till exempel Sverige. 
Fantasidjuren som kan adopteras på sajten är indelade i olika raser som mer eller mindre liknar vanliga djur.
Dessa djur kan man träna upp genom att slåss med dem, läsa böcker för dem eller låta dem gå i träningsskola.
Djuren kan även få ökade förmågor om de klarar "Fe-uppgifter" eller "Faerie Quests" som delas ut slumpartat, då dyker en av de kända feerna upp (vatten, eld, luft, jord, ljus, mörker eller fedrottningen) och vill att man ska ge dem ett föremål.
När man skapar ett fantasidjur (en neopet) så får man välja 1 av 4 originalfärger (rött, blått, gult och grönt) men man kan sedan köpa målarpenslar (Paint Brushes) och måla om sin neopet i regnbågspoolen (The Rainbow Pool) och då är utbudet av färger mycket större, man kan måla den bl.a. tyrannian (urtids/istids-stil, djuren får ett urtidsaktigt utseende och en del raser utrustas med till exempel träklubbor, sabeltänder, mammuthår m.m.), faerie (älv/festil, djuren utrustas med vingar och får milda färger som till exempel babyblå och ljuslila), gold (förgylld, djuren ser ut att vara gjorda av guld), grey (grå/deppig stil, djuren blir grå och ser ledsna ut).
En del färger kan man bara få via Labbstrålen (The Lab Ray) som man kan använda när man har alla 9 bitarna av Den Hemliga Laboratorie-kartan (The Secret Laboratory Map), vissa bitar är hyfsat billiga och kostar kanske 10 000 NP, andra kan kosta över 1 000 000.
Webbplatsen innehåller över hundra småspel som ofta är varianter av kända spel som Tetris och Asteroids men med Neopets i huvudrollerna. Spelande belönas med poäng, även kallade neopoints eller NP (spelets valuta), som sedan kan användas för att "köpa" saker till sina djur. Man kan även använda sina Neopoints till att köpa olika samlarsaker som till exempel samlarkort.
Det finns förstås mycket mer att göra på Neopets än att ta hand om sina neopets och mata dem, man kan till exempel köpa leksaker till dem, vara med i olika tävlingar (till exempel skönhetstävlingar där man ritar en bild på sin pet och låter andra få rösta på den), chatta på de olika forumen, samla på olika saker, göra sin egen hemsida eller sina neopets hemsida.
Sedan ungefär ett år tillbaka kan man även köpa olika kläder och accessoarer till sina djur från en affär som heter NC Mall. 'NC' står för NeoCash. 
Man kan köpa dessa saker genom att använda riktiga pengar. 
På senaste tiden har man även startat ett online-brädspel som heter Key Quest (nyckel-uppdraget), spelet går ut på att man ska samla ihop ett visst antal nycklar (när man skapar ett spel så väljer man själv hur många nycklar man ska samla 2-5) och hinna först i mål.
På vägen kan man samla ihop Neopoints och s.k. Power Ups.
Power Ups ger en sorts "fusk-kraft" till exempel att man kan få andra att tvingas gå åt motsatta hållet på planen med hjälp av en trasig kompass, blockera vägar med stora dynghögar eller slå tärningen två gånger med de bevingade stövlarna, man kan faktiskt t.o.m. snappa åt sig andras nycklar eller ändra färg på dem.
Det finns även vissa minispel där vinnaren får välja pris (nyckel eller Power Up).

## Neopets
Dessa djur finns
Nimmo, Scorchio,
JubJub, Grarrl,
Skeith, Korbat,
Lenny, Wocky,
Bruce, Kiko,
Kau, Usul,
Aisha, Chia,
Eyrie, Tuskaninny,
Flotsam, Jetsam,
Kacheek, Uni,
Buzz, Lupe,
Moehog, Elephante,
Gelert, Mynci,
Kyrii, Peophin,
Quiggle, Shoyru,
Acara, Zafara,
Blumaroo, Techo,
Cybunny, Poogle,
Kougra, Grundo,
Koi, Meerca,
Chomby, Pteri,
Krawk, Tonu,
Draik, Ixi,
Yurble, Ruki,
Bori, Hissi,
Lutari, Xweetok,
Ogrin, Gnorbu,
Vandagyre,